# Křížová cesta (Královec)
Zaniklá Křížová cesta v Královci na Trutnovsku vedla ke kapli jihovýchodně od obce směrem k vrchu Královecký Špičák.

## Historie
Křížová cesta byla postavena roku 1895 spolu s kaplí neznámého zasvěcení. Tvořily ji obrázky malované na dřevě a přibité na stromy. Donátorem kaple a cesty byl pan Fiedler z Královce. Cesta procházela kolem kaple až k pískovcovému kříži s Kristem, umístěnému v ohrádce v lese pod Špičákem. Kříž se nachází přibližně 200 metrů při cestě jihozápadně od kamenolomu a je na něm jméno sochaře Jos. Kühna Petzky, který na Trutnovsku tvořil mezi roky 1823 až 1865.
Kaple byla zbořena roku 1929 poté, co na ni při vichřici spadl vzrostlý strom. Kolem roku 1967 byla v souvislosti s těžbou dřeva jednotlivá zastavení ze stromů sejmuta a položena ke kříži, kde byla časem zničena. Kristus na kříži je poškozen.